# Katedra w Härnösand

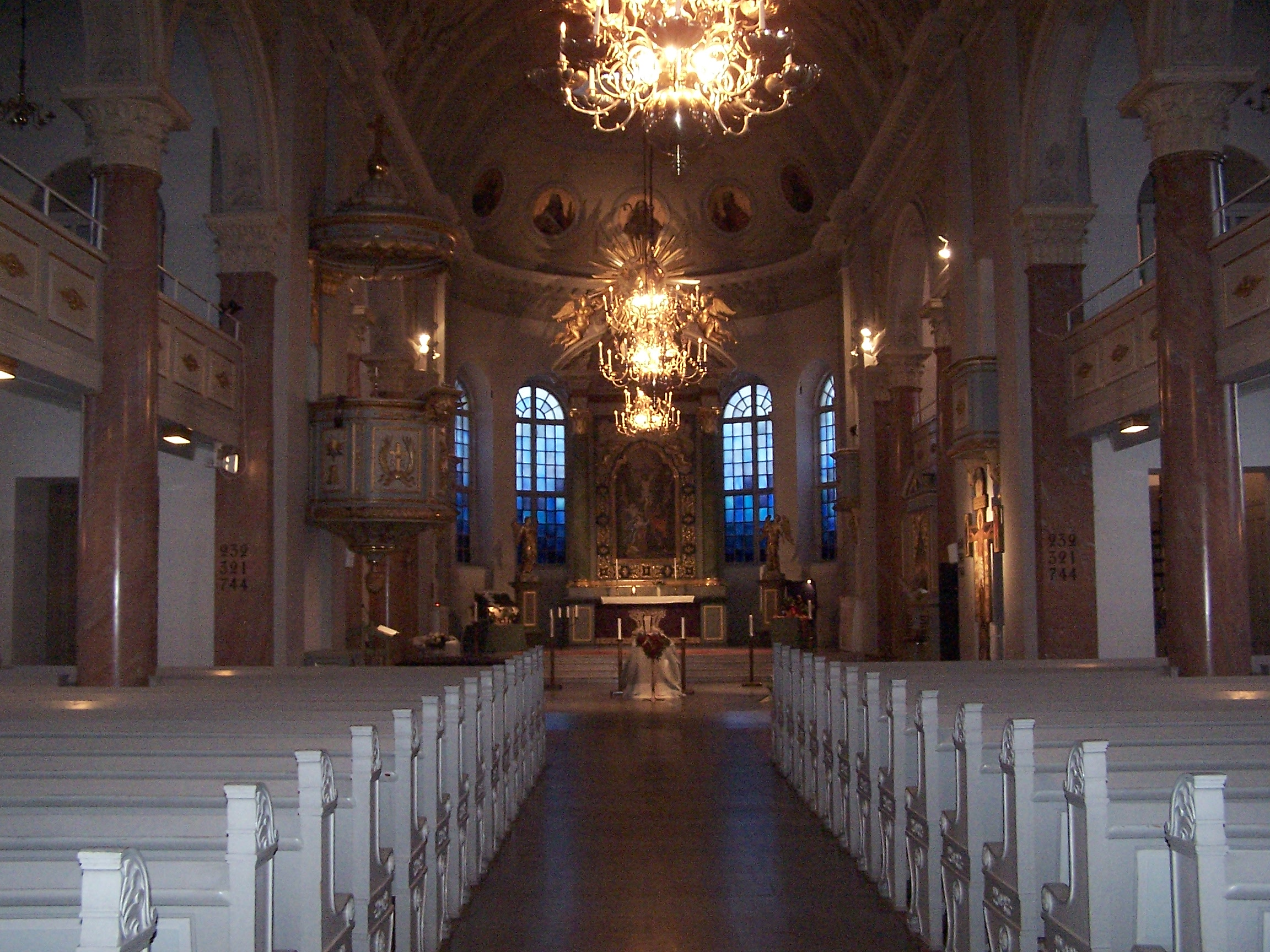
Wnętrze katedry

Katedra w Härnösand (szw. Härnösands domkyrka) – kościół położony w Härnösand, region Västernorrland. Kościół diecezjalny diecezji Härnösand i parafialny w parafii katedralnej Härnösand szwedzkiego kościoła ewangelicko-luterańskiego.
Katedra ma status zabytku sakralnego według rozdz. 4 Kulturminneslagen (pol. Prawo o pamiątkach kultury) ponieważ została wzniesiona do końca 1939 (3 §).

## Historia
Pierwszy kościół w Härnösand został wzniesiony w 1593. W 1647 Härnösand zostało siedzibą diecezji a pierwszym arcybiskupem został Johannes Canuti Lenaeus.
W 1721 katedra została spalona przez wojska rosyjskie podczas walk w ramach III wojny północnej.
W 1846 na miejscu zniszczonego kościoła zbudowano nowy według planów Johana Hawermana. Katedra w Härnösand jest najmniejszą z katedr Szwecji. Jest położona w starej dzielnicy Östanbäcken na niewielkim wzniesieniu i widoczna ze wszystkich stron.
Aktualnym proboszczem katedralnym jest Tor Frylmark (od 2002).

## Architektura
Katedra w Härnösand jest trzynawową, neoklasycystyczną bazyliką z niewielkim transeptem i obejściem. Na przecięciu naw jest kopuła wsparta na wysokim, ośmiokątnym, przeprutym podłużnymi oknami bębnie i zwieńczona latarnią.
Fasada zachodnia katedry flankowana jest dwiema niewysokimi wieżami. Główną część fasady stanowi wysoki, czterokolumnowy portyk zwieńczony płaskim tympanonem.

## Wyposażenie
Wnętrze katedry wypełnia okazałe wyposażenie. Uwagę zwraca ołtarz główny, dzieło Davida von Cöln. Obraz w ołtarzu, otoczony wystawnymi ramami, przedstawia Golgotę.
Organy kościelne zbudowała w 1975 duńska firma Bruno Christensen. Organy mają 57 głosów podzielonych na 4 manuały i pedał. Okazały prospekt pochodzi z dawnych XVIII organów Cahmana, z których ponadto zachowały się 3 głosy.
4 żyrandole pochodzą jeszcze z pierwszego kościoła. Uratowały się, ponieważ w obawie przed zbliżającymi się wojskami rosyjskimi w 1721 zdemontowano je i ukryto w kaplicy pogrzebowej.
Rokokowa chrzcielnica została wykonana w Hiszpanii w 1777.